# Транзистор с высокой подвижностью электронов
Транзистор с высокой подвижностью электронов (ТВПЭ, HEMT) — полевой транзистор, в котором для создания канала используется контакт двух полупроводниковых материалов с различной шириной запрещенной зоны (вместо легированной области как у обычных МОП-транзисторов). В отечественной и зарубежной литературе такие приборы часто обозначают HEMT — от англ. High Electron Mobility Transistor. Также в зависимости от структуры используются аналогичные названия: HFET, HEMFET, MODFET, TEGFET, SDHT. Другие названия этих транзисторов: полевые транзисторы с управляющим переходом металл — полупроводник и гетеропереходом, ГМеП транзисторы, полевые транзисторы с модулированным легированием, селективно-легированные гетероструктурные транзисторы (СЛГТ).

## История создания
Изобретателем ТВПЭ обычно считается Такаси Мимура (яп. 三村高志; Fujitsu, Япония). Однако Рэй Дингл и его сотрудники из Bell Laboratories также внесли значительный вклад в изобретение ТВПЭ.

## Структура

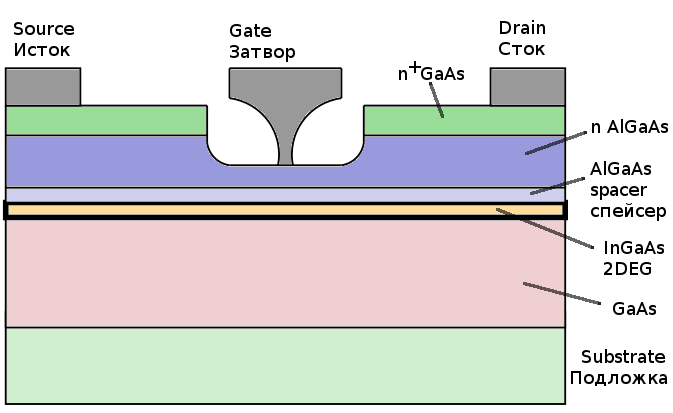
Структура HEMT-транзистора в сечении

На рисунке представлена структура HEMT-транзистора в разрезе. На полуизолирующей подложке арсенида галлия (GaAs) выращивается нелегированный буферный слой GaAs. На нем наращивается тонкий слой полупроводника с иной шириной запрещенной зоны — InGaAs, такой, что образуется область двумерного электронного газа (2DEG). Сверху слой защищается тонким спейсером на основе арсенида алюминия-галлия AlxGa1−xAs (далее AlGaAs). Выше следуют легированный кремнием слой n-AlGaAs и сильнолегированный слой n+-GaAs под контактными площадками стока и истока. Контакт затвора приближен к области двумерного электронного газа. 
Распространенными материалами для ТВПЭ является комбинация GaAs и AlGaAs, хотя возможны и значительные вариации в зависимости от назначения устройства. Например, приборы с повышенным содержанием индия в общем случае показывают лучшую производительность на высоких частотах, в то время как в последние[когда?] годы наблюдается массовый рост научно-исследовательских разработок ТВПЭ на нитриде галлия (GaN), в связи с их лучшей производительностью при высоких мощностях.
Существует достаточно много изоструктурных аналогов GaAs — полупроводниковых материалов, имеющих близкий к GaAs период кристаллической решетки. Это позволяет использовать GaAs в качестве основы для создания широкого класса гетероструктурных транзисторов, обладающих выдающимися характеристиками. Параметры некоторых из таких материалов приведены в таблице 1.

Таблица 1. Параметры некоторых полупроводниковых материалов, применяемых для создания гетероструктур на основе GaAs.
| Полупроводник | Параметр решетки {\displaystyle a_{0}}, нм | Ширина запрещенной зоны {\displaystyle \Delta E_{\text{g}}}, эВ | Подвижность электронов {\displaystyle \mu _{n}}, см2/В·с | Подвижность дырок {\displaystyle \mu _{p}}, см2/В·с |
| ------------- | ------------------------------------------ | --------------------------------------------------------------- | -------------------------------------------------------- | --------------------------------------------------- |
| GaAs          | 0,5654                                     | 1,42                                                            | 8500                                                     | 420                                                 |
| AlAs          | 0,5661                                     | 2,95                                                            | н/д                                                      | н/д                                                 |
| Ge            | 0,5658                                     | 0,67                                                            | 3800                                                     | 1820                                                |
| InP           | 0,5869                                     | 1,26                                                            | 4600                                                     | 150                                                 |
| InAs          | 0,6057                                     | 0,35                                                            | 27000                                                    | 450                                                 |
| AlSb          | 0,6135                                     | 2,5                                                             | н/д                                                      | н/д                                                 |
| InSb          | 0,6479                                     | 0,17                                                            | 78000                                                    | 750                                                 |

Помимо приведенных в таблице, для создания гетероструктур широко применяются различные твердые растворы (AlxGa1−xAs, GaxIn1−xAs, GaxIn1−xP, AlxIn1−xAs и другие).

## Создание гетероперехода в ТВПЭ
Обычно для создания гетероперехода выбираются материалы с одинаковым параметром кристаллической решётки (расстояниями между атомами). По аналогии, представьте, что вы сцепляете две расчёски с немного отличающимся шагом между зубчиками. Через какие-то определённые интервалы будет происходить наложение двух зубьев друг на друга. В полупроводниках такие несоответствия играют роль «ловушек» носителей и существенно ухудшают производительность приборов. В реальности практически невозможно подобрать пару разных п/п, у которых было бы идеальное согласование и кристаллических структур, и коэффициентов термического расширения. Поэтому на границе раздела гетероперехода обычно возникают механические напряжения, которые вызывают появление дислокаций несоответствия, создающих на границе раздела граничные состояния. Даже у такой хорошо согласующейся пары как Ge и GaAs присутствует пластическая деформация. Поэтому для создания структуры используются твердые растворы. Например, замена Ge на твердый раствор Ge0,98Si0,02 приводит к снижению напряжений на границе раздела до уровня, исключающего возможность пластической деформации GaAs, и улучшает характеристики гетероперехода: у него резко уменьшается обратный ток.
В HEMT транзисторах чаще всего применяют гетеропереход GaAs-AlGaAs. С увеличением относительного содержания Al в твердом растворе AlGaAs плавно увеличивается ширина запрещенной зоны. Для состава с х = 0,3 ∆Eз = 1,8 эВ различие в ширине запрещённой зоны составляет ~0,38 эВ. Вследствие хорошего соответствия кристаллических решёток GaAs и AlGaAs в гетеропереходе обеспечивается низкая плотность поверхностных состояний и дефектов. По этим причинам для электронов, накопленных в области накопления затвора, в слабых электрических полях достигается очень высокая подвижность, близкая к объёмной подвижности для нелегированного GaAs [(8..9)⋅103 см2/В•с при Т = 300 К]. Причём эта подвижность резко увеличивается при понижении температуры, так как в нелегированном GaAs преобладает решётчатое рассеяние.
Также подвижность электронов в канале увеличивается благодаря дополнительной прослойке (спейсеру) между каналом GaAs и барьером AlGaAs. Спейсер — тонкий (несколько нм) разделительный слой нелегированного AlxGa1-xAs. Он способствует лучшему пространственному разделению двумерного электронного газа и рассеивающих центров между нелегированным GaAs и легированным донорами AlxGa1-xAs. Концентрация рассеивающих центров в нелегированном слое ниже, чем в легированном, поэтому подвижность электронов, накопленных в области насыщения затвора, дополнительно увеличивается. В этом случае волновая функция электронов в канале не проникает в барьер, а затухает в спейсере. При этом уменьшается рассеяние носителей на барьере. Введение спейсера также улучшает омический контакт, что приводит к повышению предельной рабочей частоты почти до теоретического предела.
Равновесная энергетическая диаграмма гетероперехода между нелегированным GaAs и легированным донорными примесями, например, Si, AlxGa1-xAs
В нелегированном GaAs уровень Ферми располагается почти посередине запрещённой зоны, а в легированном AlxGa1-xAs вблизи дна зоны проводимости (Ес). В GaAs у границы раздела 5 2-х п/п образуется область 3 с минимальной энергией электронов. В эту область из п/п с более широкой запрещенной зоной «скатываются» свободные электроны ионизированных атомов примеси. В результате произойдет пространственное разделение электронов и компенсирующих их ионизованных атомов примеси. Электроны, накопленные в области 3, находятся в потенциальной яме и в слабых электрических полях могут перемещаться только вдоль границы 5 в плоскости, перпендикулярной плоскости рисунка. Поэтому совокупность электронов в области 3 и называют двумерным электронным газом, подчеркивая тем самым, что в слабых полях эти е− не могут перемещаться в третьем измерении, то есть переходить, например, из области 3 в область 4, так как этому препятствует потенциальный барьер ∆Ес ≈ (0,6 ÷ 0,65)(∆Ез2 — ∆Ез1).
Температурная зависимость подвижности электронного газа.
1 — гетероструктура; 2 — GaAs.
На рисунке 2 (кривая 1) показана температурная зависимость подвижности электронного газа, полученная в этом случае. При температурах жидкого азота (77 К) и жидкого гелия (4 К) μn соответственно возрастает до 1,4⋅105 и 2⋅106 см²/В•с. На этом же рисунке (кривая 2) показана температурная зависимость μn в GaAs с концентрацией Nд = 1017 см−3.

### Псевдоморфный гетеропереход
ТВПЭ, в котором правило соответствия параметра кристаллической решётки слоёв гетероперехода не соблюдается, называется псевдоморфным (пТВПЭ или pHEMT). Для этого слой одного из материалов делается очень тонким — настолько, что его кристаллическая решётка попросту растягивается до соответствия другому материалу. Такой способ позволяет изготавливать структуры с увеличенной разницей в ширине запрещенной зоны, что недостижимо другими путями. Такие приборы обладают улучшенной производительностью.

### Метаморфный гетеропереход
Другой способ совмещения материалов с разными решётками — помещение между ними буферного слоя. Это применяется в метаморфном ТВПЭ (мТВПЭ или mHEMT). Буферный слой представляет собой AlInAs, с концентрацией индия подобранной таким образом, что решётка буферного слоя может быть согласована как подложкой GaAs, так и с каналом InGaAs. Преимуществом такой структуры является возможность выбора практически любой концентрации индия для создания канала, то есть прибор может быть оптимизирован для различных применений (низкая концентрация индия обеспечивает низкий шум, а высокая — бо́льшую степень усиления).

## Принцип действия

Зонная диаграмма HEMT-транзистора

В общем случае, для создания проводимости в полупроводниках используются легирующие примеси. Однако, получаемые электроны проводимости испытывают столкновения с примесными остовами, что отрицательно сказывается на подвижности носителей и быстродействии прибора. В ТВПЭ этого удается избежать за счет того, что электроны с высокой подвижностью генерируются на гетеропереходе в области контакта высоколегированного донорного слоя N-типа с широкой запрещенной зоной (в нашем примере AlGaAs) и нелегированного канального слоя с узкой запрещенной зоной без каких-либо легирующих примесей (в данном случае GaAs).
Электроны, образующиеся в тонком слое N-типа, полностью перемещаются в слой GaAs, обедняя слой AlGaAs. Обеднение происходит из-за изгиба потенциального рельефа в гетеропереходе — между полупроводниками с разной шириной запрещенной зоны образуется квантовая яма. Таким образом, электроны способны быстро передвигаться без столкновений с примесями в нелегированном слое GaAs. Образуется очень тонкая прослойка с большой концентрацией высокоподвижных электронов, обладающих свойствами двумерного электронного газа (ДЭГ). Сопротивление канала очень низкое, и подвижность носителей в нём высока.
Так же, как в других типах полевых транзисторов, приложенное к затвору ТВПЭ напряжение изменяет проводимость канального слоя.
Принцип действия ТВПЭ — транзистора аналогичен принципу действия МеП-транзистора. Между металлическим затвором и расположенным под ним слоем из AlGaAs, образуется управляющий переход Металл - Полупроводник (далее по тексту Ме — п/п). Обедненная область этого перехода располагается, в основном, в слоях AlGaAs. Канал нормально открытого транзистора при {\displaystyle U_{\text{gs}}<0} формируется в слое нелегированного GaAs на границе гетероперехода в области накопления двумерного электронного газа. Под действием управляющего напряжения {\displaystyle U_{\text{gs}}} изменяется толщина обедненной области перехода Ме — п/п, концентрация электронов в ДЭГ и ток стока. Электроны поступают в область накопления из истока. При достаточно большом (по модулю) отрицательном {\displaystyle U_{\text{gs}}=U_{f}} обедненная область расширяется настолько, что перекрывает область насыщения электронов. Ток стока при этом прекращается.
В нормально закрытом транзисторе вследствие меньшей толщины верхнего слоя AlGaAs при {\displaystyle U_{\text{gs}}=0} проводящий канал отсутствует, так как область насыщения двумерного электронного газа перекрыта обедненной областью управляющего перехода. Канал возникает при некотором положительном {\displaystyle U_{\text{gs}}=U_{f}}, когда обедненная область управляющего перехода сужается настолько, что её нижняя граница попадает в область накопления электронов.

## Характеристики
Стокозатворные характеристики нормально открытого (1) и нормально закрытого (2) транзисторов приведены на рисунке 4.
Благодаря высокой подвижности электронов и малой {\displaystyle L_{\text{g}}} практически во всем диапазоне Ugs достигается насыщение дрейфовой скорости электронов в канале (Vsat) и наблюдается линейная зависимость Ic от Ugs.
{\displaystyle I_{c}=S^{*}\cdot (U_{g}-U_{f}-E_{kp}L_{g})}
где {\displaystyle E_{kp}} — критическая напряжённость поля;
{\displaystyle S^{*}=S/(1+R_{s}\cdot S)}
где {\displaystyle R_{s}} — сопротивление истока, {\displaystyle S=\epsilon _{0}\epsilon _{f}^{2}V_{sat}\cdot b/dk}.
Для кривой (1) S*/b = 117 мСм/мм, для кривой (2) — 173 мСм/мм. Большее значение крутизны н.з. транзистора обусловлено меньшей толщиной легированного донорами AlxGa1-xAs.
Важным достоинством HEMT транзисторов, по сравнению со структурой МеП транзисторов являются меньшая плотность поверхностных состояний на границе между AlxGa1-xAs и диэлектриком, и большая высота барьера Шоттки (φ0g ≈ 1 В). Вследствие меньшей плотности поверхностных состояний уменьшается отрицательный поверхностный заряд и толщина обеднённых областей в промежутках ИСТОК — ЗАТВОР и ЗАТВОР — СТОК. Это позволяет получить меньшие паразитные сопротивления обеднённых областей без самосовмещения. Вследствие большей высоты барьера Шоттки, для HEMT транзисторов возможно большее (до 0,8 В) прямое напряжение Ugs, что особенно важно для нормально закрытых транзисторов, рабочие напряжения на затворах которых могут изменяться лишь в узком диапазоне, ограниченном сверху напряжением управляющего перехода Ме — п/п.
Импульсные и частотные свойства HEMT транзисторов в основном определяются временем пролёта электронов через канал, где они движутся со скоростью насыщения: {\displaystyle \tau _{k}=L_{g}/V_{sat}}. При Т = 300 К {\displaystyle V_{sat}} ≈ 2∙107 см/с. При понижении температуры скорость насыщения увеличивается по закону {\displaystyle V_{sat}} ~ 1/Т.
Одним из важнейших параметров, характеризующих семейство логических ИМС, является произведение быстродействия на мощность ({\displaystyle P\times \tau _{k}}), представляющее собой произведение мощности, рассеиваемой одним вентилем, на время задержки в этом вентиле. Другой сравнительной характеристикой служит произведение мощности, рассеиваемой одним вентилем, на квадрат времени задержки в этом вентиле ({\displaystyle P\times \tau _{k}^{2}}), что представляет собой произведение энергии на время. В таблице 2 приведены сравнительные характеристики КМОП, МеП, HEMT ИМС при комнатной температуре.
Таблица 2. Сравнительные характеристики КМОП, МеП, HEMT ИМС при комнатной температуре.
| Тип транзистора | lк, мкм (Lg, мкм) | Р, мВт/вент | {\displaystyle \tau _{k}}, нс | {\displaystyle P\times \tau _{k}}, Дж∙10−15 (фДж) | {\displaystyle P\times \tau _{k}^{2}}, Дж∙с∙10−26 |
| --------------- | ----------------- | ----------- | ----------------------------- | ------------------------------------------------- | ------------------------------------------------- |
| МеП             | 0,3               | 0,75        | 16                            | 12                                                | 19,2                                              |
| HEMT            | 1,0               | 1,1         | 12,2                          | 13,4                                              | 16,4                                              |
| КМОП            | 1,0               | 1,8         | 50                            | 90                                                | 450                                               |

Основными недостатками ТВПЭ являются инерционность затвора и подзатворный пробой.

## Применение
Область применения ТВПЭ, как и металл-полупроводниковых полевых транзисторов (англ. MESFET) — связь в микроволновом и миллиметровом диапазоне длин волн, радары и радиоастрономия, от мобильных телефонов и широкополосных спутниковых ресиверов до систем электронного обнаружения — то есть любые устройства, в которых требуется высокая степень усиления сигнала и низкий шум на больших частотах. ТВПЭ способны производить усиление по току при частотах выше 600 ГГц и по мощности при частотах более 1 ТГц. В апреле 2005 г. были продемонстрированы биполярные транзисторы на гетеропереходе (англ. HBT) с усилением по току на частотах более 600 ГГц. В январе 2010 г. группа ученых из Японии и Европы представила терагерцовый ТВПЭ с рабочей частотой (при полной ширине половины пика FWHM) 2,5 ТГц 
Несколько компаний во всем мире разрабатывают и производят приборы на основе ТВПЭ. Это могут быть отдельные транзисторы, но чаще приборы выпускаются в форме монолитной интегральной схемы (СВЧ МИС, англ. MMIC).